# Svarttjärnen (Örträsks socken, Lappland, 712272-165549)
Svarttjärnen är en sjö i Lycksele kommun i Lappland och ingår i Öreälvens huvudavrinningsområde.